# Beulekamp
Beulekamp is een wijk in de Gelderse stad Nijkerk.
De wijk grenst aan de wijken Luxool, Strijland, Paasbos en Centrum. In het zuiden van de wijk loopt de Paasbosweg die overgaat in de Callenbachstraat. In het westen loopt de grens bij de Centraalspoorweg en in het noorden loopt de grens bij de Oude Barneveldseweg.
In de wijk hebben veel straten een boom- of struiknaam. De straat Duifhuis is echter vernoemd naar een vroegere boerderij.

## Geschiedenis
Met de bouw van de wijk werd in de jaren 1970 begonnen en de voltooiing was halverwege de jaren 1980.
In 2020 werd bekend dat er plannen zijn voor nieuwbouw aan de Oude Barneveldseweg op het terrein van sportschool 'Health Club Nautilus' en de omgeving daarvan. Er zijn zo'n 120 tot 135 woningen voorzien, om deze realiseren moet het Nautiluscomplex worden afgebroken. Het nieuwe gedeelte zal OostStreeck genoemd gaan worden.
Centrum · Schulpkamp · Rensselaer · Paasbos · Strijland · Beulekamp · Luxool · Hazeveld · Bruins Slotlaan · Corlaer · Groot Corlaer (Boerderijakkers · De Kamers) · De Bogen · De Terrassen · Doornsteeg · Het Spaanse Leger

Bedrijventerreinen:
Arkervaart · Watergoor · Spoorkamp · De Flier